# Ksenija Mišina
Ksenija Oleksandrivna Mišina (ukrajinski: Ксенія Олександрівна Мішина, Sevastopolj, 18. lipnja 1989.) - ukrajinska filmska i kazališna glumica. Glumila je i u hrvatskoj seriji "Šutnja" snimanoj 2021. godine.
Ksenija Mišina rođena je 1989. u Sevastopolju na Krimu. Godine 2007. osvojila je titulu prve pratilje na natjecanju ljepote u rodnom gradu. Nagrađena je i posebnom nagradom publike. Nakon što je završila srednju školu, Mišina je otišla u ukrajinski glavni grad Kijev, gdje je studirala glumu na Kijevskom nacionalnom sveučilištu I. K. Karpenko-Kary za kazalište, kino i televiziju, gdje je diplomirala 2015. godine.
Godine 2010. sudjelovala je u tv emisiji "Ukrajina ne vjeruje suzama", a glavna nagrada projekta bile su tri glavne uloge u mjuziklu Konstantina Meladzea. Dok je još studirala, debitirala je na filmu 2014. Nakon što je diplomirala na sveučilištu postala je glumica Kijevskog akademskog kazališta mladih. Njena prva važna glumačka uloga bila je uloga Camille u melodrami "Iskušenje", a pravo profesionalno priznanje dobila je 2019. godine, ulogom glavne antagonistice, okrutne gazdarice Lidije Šefer u tv seriji "Tvrđava".
Od kolovoza do studenog 2019. sudjelovala je u showu "Plesa sa zvijezdama", gdje je bila u paru s koreografom Jevhenom Kotom i postala pobjednica.
U listopadu 2020. na ukrajinskom tv kanalu STB počeo je reality show u kojem se 15 muškaraca borilo se za njenu naklonost (slično kao hrvatski show "Žena iz snova"). Izabrala je komičara Oleksandra Ellerta s kojim je ušla i u stvarnu ljubavnu vezu. Od prije ima sina Platona koji se rodio 2011. godine iz veze sa starijim poduzetnikom, dok je još bila studentica.
Glumila je i u hrvatskoj seriji "Šutnja" snimanoj 2021. godine. U seriji glumi na hrvatskom jeziku, a kako se radnja odvija i u Kijevu, i na ukrajinskom i na ruskom. Igrala je lik Olge Horvatić, supruge Ivana Horvatića, uspješnog poduzetnika s velikim političkim ambicijama, u čijoj se ulozi našao Leon Lučev.